# Manuel de la Plaza Navarro
Manuel de la Plaza Navarro (Granada, 11 de gener de 1886 - Madrid, 28 de novembre de 1960 fou un jurista espanyol, membre de la Reial Acadèmia de Ciències Morals i Polítiques.

## Biografia
Es llicencià en Dret i Filosofia i Lletres a la Universitat de Granada i el 1910 fou nomenat aspirant a la Judicatura i al Ministeri Fiscal. Fou jutge a Tetuan i en 1933 el govern de la Segona República Espanyola el va nomenar Secretari General de l'Alt Comissari Espanyol al Marroc, càrrec del qual va cessar l'abril de 1936.
Des de la dècada del 1940 la seva carrera es va desenvolupar al Tribunal Suprem d'Espanya: magistrat en 1940, fiscal en 1945 i president de la Sala Primera en 1955. En 1944 va presentar un projecte de reforma de la Llei d'enjudiciament civil. En 1945 també fou director de l'Escola Judicial. En 1953 fou nomenat acadèmic de la Reial Acadèmia de Ciències Morals i Polítiques. El 1956 fou delegat oficial del Govern al Congrés Internacional de Defensa Social. També fou acadèmic de la Reial Acadèmia de Jurisprudència i Legislació, president de la Secció tercera de la Comissió General de Codificació i membre de l'Instituto de Estudios Políticos.
Fou guardonat amb les grans creus de l'Orde del Mèrit Civil, de l'Orde de Sant Ramon de Penyafort i de l'Orde Civil d'Àfrica.

## Obres
- El Derecho Procesal Civil español (ed. Revista de Derecho Privado, 1942)
- La casación civil (ed. Revista de Derecho Privado, 1944)
- Jueces y equidad (Real Academia de Legislación y Jurisprudencia, 1947)